# افسانه اثر انگشت‌ها
افسانه اثر انگشت‌ها (به انگلیسی: The Myth of Fingerprints) فیلمی محصول سال ۱۹۹۷ و به کارگردانی بارت فرویندلیش است. در این فیلم بازیگرانی همچون جولیان مور، آریجا باریکیس، بلایث دانر، هوپ دیویس، لاورل هالومن، برایان کروین، جیمز لوگرو، روی شایدر، میشل وارتان، کریس باوئر و نوآ وایل ایفای نقش کرده‌اند.